# Долгоруково (Иссинский район)
Долгоруково — село Иссинского района Пензенской области, входит в состав Булычевского сельсовета.

## География
Расположено в 6 км на северо-запад от центра сельсовета села Булычево и в 14 км на северо-восток от районного центра посёлка Исса.

## История
Поселено во второй половине XVII в. как вотчина князя Ивана Долгорукова. После казни Василия Лукича Долгорукова в 1739 г. отписано на императрицу, которая подарила бывших его крестьян разным дворянам.
В 1782 г. "село Яхонтово, Долгоруково тож, и деревня …новка (неразб.), Костыляйка тож, Евграфа Дмитриевича Кайсарова, Максима Петровича Литвинова, девицы Натальи Ивановны Нарышкиной, 151 двор, всей дачи — 3667 десятин, в том числе усадебной земли — 141, пашни — 2792, сенных покосов — 68, леса — 574. «Село — по обе стороны Костыляевской вершины, на коей пруд, и двузх её отвершков, а оврага Ржавца на левой стороне». Церковь во имя Сергия Чудотворца, господский дом деревянный; "деревня — по обе стороны безымянного отвершка, на коей три пруда, а Костыляевской вершины на правой стороне; «дачею — по обе стороны большой дороги из города Инсара в город Макшан. Земля — чернозем с песком, урожай хлеба и травы средствен, лес дровяной, крестьяне — на оброке и на пашне».
В 1785 г. село показано за княгиней Натальей Ивановной Долгоруковой, вероятно, урождённой Нарышкиной (479 ревизских душ).
В 1826 г. сюда вернулся в родовое поместье декабрист А. А. Тучков (1800—1879, умер в Яхонтово), который около 1830 г. основал сахарный завод, затем, в середине XIX в. — водочный (оба завода располагались на северной окраине села). Тучков основал также школу для крестьянских детей, где сам преподавал. Жил в селе почти безвыездно до 1879 г. В это время в селе имелись церковь во имя Сергия Радонежского, школа, лавка, свеклосахарный завод. В гостях у Тучкова часто бывали Н. П. Огарев, писатель и переводчик Н. М. Сатин, в 1874 г. приезжала жена великого литературного критика и публициста М. В. Белинская.
Перед отменой крепостного права с. Яхонтово с деревнями показаны за Алексеем Алексеевичем Тучковым, 756 душ мужского пола крестьян, 8 дворовых, 197 дворов, село занимало 65 десятин, у крестьян 1440 дес. пашни и 73 дес. сенокоса, у помещика 2154 дес. удобной земли, 625 дес. леса и кустарника; из крестьян 50 душ обоего пола постоянно работали на свеклосахарном заводе.
С 1860-х гг. село в составе Костыляйской волости Инсарского уезда Пензенской губернии. В 1888 г. построена новая деревянная церковь, к 1894 г. открылось земское училище. К концу XIX в. появилось несколько усадеб других землевладельцев. В 1896 г. в селе 214 дворов, при нём 2 усадьбы: Огаревой (одно строение, 30 мужчин, 2 женщины) и наследников Сатина (одно строение, 30 мужчин и 5 женщин), мельница и хутор Огаревой (5 жителей). В 1911 г. — одна община, 684 двора, церковь, церковноприходская школа, кредитное товарищество, водяная мельница, шерсточесалка, синильня, 7 кузниц, 2 кирпичных сарая, 6 лавок, в 1 версте — имение Долгорукова.
С 1928 года село являлось центром Долгоруковского сельсовета Иссинского района Пензенского округа Средне-Волжской области (с 1939 года — в составе Пензенской области). В 1939 г. — центральная усадьба колхоза имени 1 Мая (организован в 1930 г.), 115 дворов. В 1955 г. — центр сельсовета, центральная усадьба колхоза «Вперед к коммунизму». В 1980-е годы село в составе Булычевского сельсовета, работали бригада совхоза «Маяк», молочнотоварная ферма, фельдшерско-акушерский пункт, магазин, начальная школа, клуб.

## Население
| 1782 | 1864  | 1877  | 1897  | 1911  | 1926  | 1930  |
| ---- | ----- | ----- | ----- | ----- | ----- | ----- |
| 1223 | ↗1476 | ↘1466 | ↘1142 | ↗1666 | ↘1473 | ↗1512 |
| 1939 | 1959  | 1979  | 1989  | 1998  | 2002  | 2010  |
| ↘760 | ↘413  | ↘216  | ↘157  | ↘126  | ↘76   | ↘48   |